# Dmitri Wiktorowitsch Liwanow

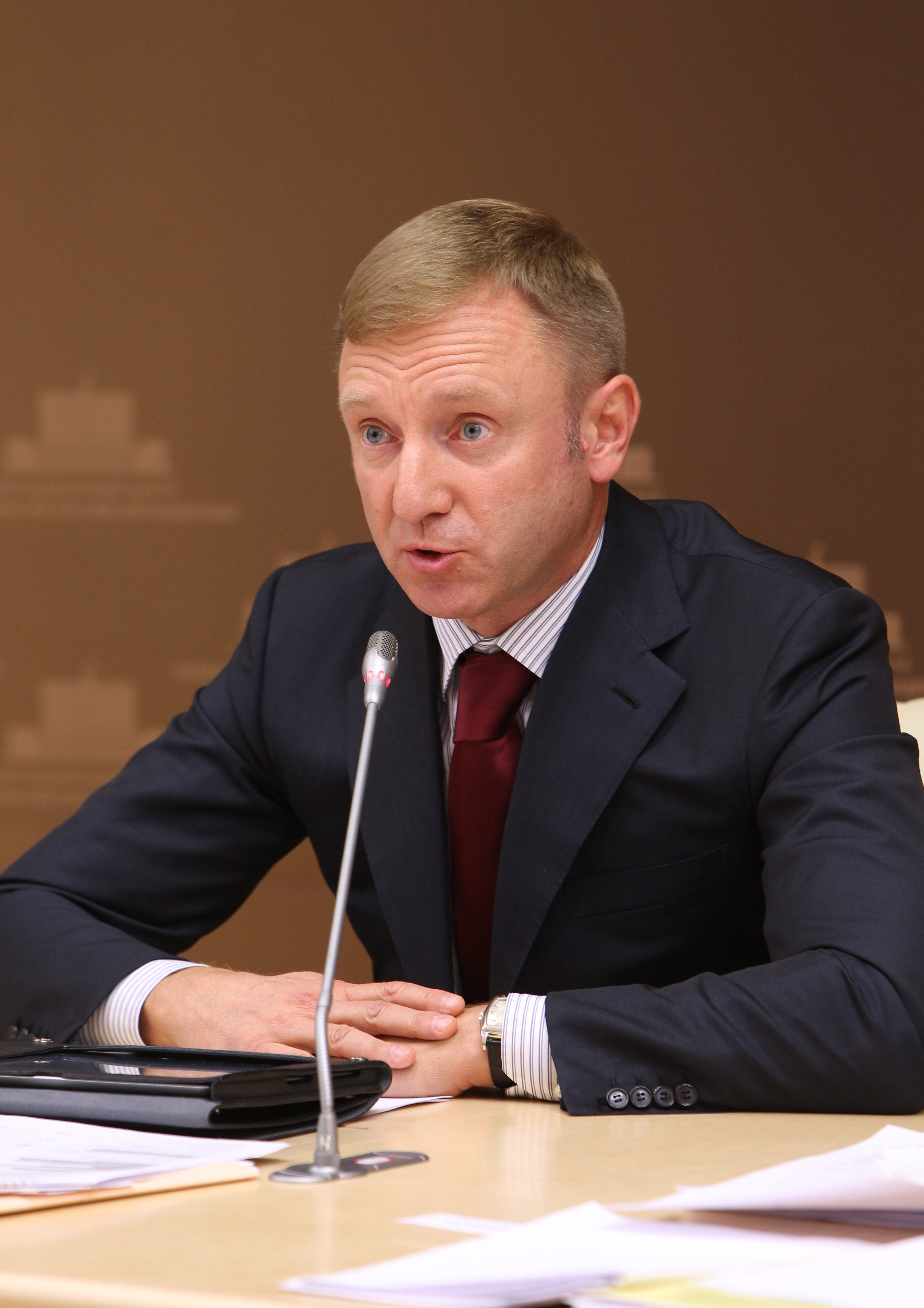
Liwanow, 2012

Dmitri Wiktorowitsch Liwanow (russisch Дмитрий Викторович Ливанов; * 15. Februar 1967 in Moskau) ist ein russischer Politiker der Partei Einiges Russland und Physiker.

## Leben
Liwanow studierte Physik und Mathematik. Er ist Hochschullehrer für theoretische Physik und Metallkunde am Institut für Stahl und Legierungen in Moskau. 
2003 absolvierte Liwanow ein Studium der Rechtswissenschaften (Schwerpunkt Zivilrecht) an der Moskauer Staatlichen Juristischen O.E.Kutafin Universität. Von 2007 bis 2012 bekleidete er den Posten des Rektors der Nationalen Technologischen Forschungsuniversität "MISIS".
Von 2012 bis 2016 war Liwanow Bildungs- und Wissenschaftsminister im Kabinett der Regierung der Russischen Föderation von Dmitri Anatoljewitsch Medwedew. Seine Nachfolgerin wurde Olga Wassiljewa. Liwanow wurde wiederum Sondervertreter des Präsidenten für Handels- und Wirtschaftsbeziehungen mit der Ukraine. Im Oktober 2018 wurde er von seinen Aufgaben entbunden.
Im März 2021 wurde Liwanow per Erlass zum amtierenden Rektor des Moskauer Instituts für Physik und Technologie ernannt.